# Nycteola cinereana
Nycteola cinereana is een vlinder uit de familie van de visstaartjes (Nolidae). De wetenschappelijke naam van de soort is voor het eerst geldig gepubliceerd in 1893 door Neumoegen & Dyar.